# Sérgio Sousa
Sérgio Ferreira Sousa, conegut com a Sérgio Sousa, (11 d'octubre de 1983) és un ciclista portuguès, professional des del 2005 fins al 2016. Del seu palmarès destaca la Fletxa del sud de 2016.

## Palmarès
- 2008
  - 1r al Gran Premi Gondomar i vencedor d'una etapa
- 2010
  - Vencedor d'una etapa de la Volta a Albufeira
  - Vencedor d'una etapa de la Volta ao Concelho da Maia
  - Vencedor d'una etapa del Gran Premi do Minho
- 2011
  - 1r a la Volta a Albufeira i vencedor d'una etapa
- 2014
  - Vencedor d'una etapa de la Volta a les Terres de Santa Maria da Feira
- 2016
  - 1r a la Fletxa del sud i vencedor d'una etapa